# Mansfield (Nottinghamshire)
Pour les articles homonymes, voir Mansfield.
Mansfield est une ville de marché située dans Nottinghamshire, Angleterre. C'est la principale ville dans le district non métropolitain, qui est également nommé Mansfield, et est une partie de la Zone Urbaine de Mansfield (en anglais, Mansfield Urban Area). Située à l’intérieur de la vallée de Maun et entourée de collines, la ville se situe à environ 19 kilomètres au nord de Nottingham. Le district de Mansfield est une zone largement urbanisée qui est située dans le nord-ouest de Nottinghamshire et a une population de 99 600 résidents, avec Mansfield (Mansfield Woodhouse compris) logeant la majorité de ces résidents, Market Warsop comme un centre-ville secondaire, et le reste habitant dans le nord rural du district. Mansfield est le seul centre sous-régional dans Nottinghamshire et occupe une superficie de 78 kilomètres carrés.
Mansfield est la seule collectivité territoriale (en anglais, on parle plutôt de local authority area) dans le comté d’avoir un maire élu directement par les résidents. En 2008, les résidents de Mansfield ont élu leur premier Maire Jeunesse.
Historiquement, son passé industriel a influencé fortement le district, l’extraction du charbon et le textile étant les principales industries du district jusqu’aux années 1990, quand ces secteurs ont été confrontés à une diminution de l’économie, comme dans le reste de cette région. Mansfield a un taux de chômage de 20,2 %, avec 12 890 personnes recevant les allocations chômage (sur environ 63 800 en âge de travailler).
Au cours du siècle, la population a baissé parallèlement avec la diminution des secteurs traditionnels du district. Cependant, beaucoup a été fait pour diversifier les infrastructures économiques et augmenter le nombre d’emplois. Les projections de population de mi-année ont révélé que la population a augmenté de 100 100 (avril 2008) à 100 600 (en 2009), et puis a baissé à 99 700 (en 2010), pour atteindre 99 600 en 2011.

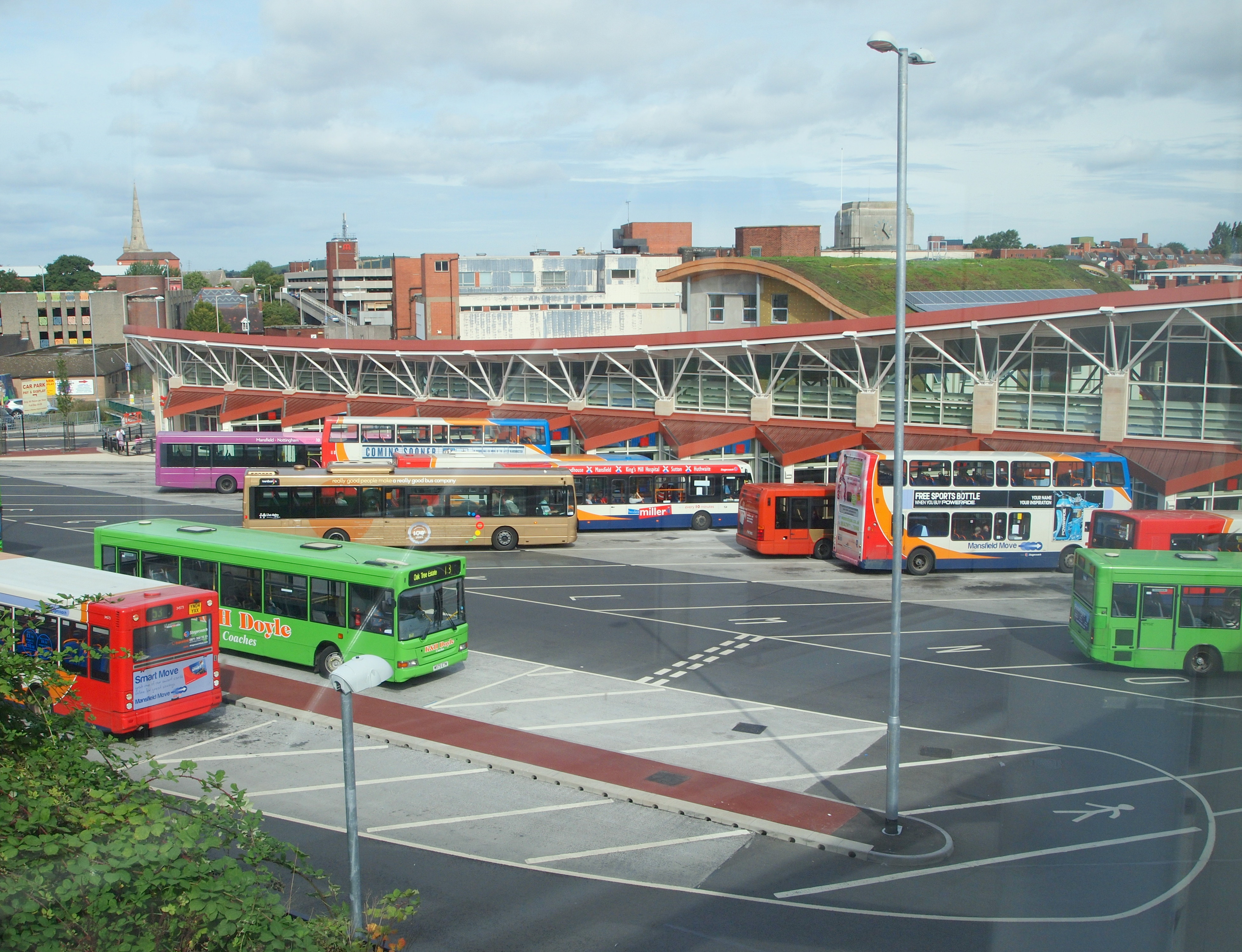
La gare d'autobus à Mansfield, en arrière-plan on peut voir le toit vert et les panneaux solaires de Queen's Place, un immeuble à très faible consommation énergétique, et, à gauche, une partie du grand magasin The Co-operative, maintenant nommé Beale.

## Histoire
Le peuplement dans la région de Mansfield date des périodes romaines. En 1787, une villa fut découverte par Major Rooke entre Mansfield Woodhouse et Pleasley et en 1849, une cachette des pièces de denarii furent trouvées près de King's Mill. Après la fin de l'occupation romaine, on pense que les membres de la première famille royale anglaise y restèrent et les rois merciens désignèrent la région comme une base lorsqu'ils chassèrent dans le terrain royal de chasse voisin, la forêt de Sherwood.
Le Domesday Book (le Livre du Jugement Dernier), compilé en 1086, note le peuplement comme Mammesfeld, tandis que dans les documents ultérieures de 1227, l'orthographe eut changé en Maunnesfeld. Quand le roi Richard II eut signé un mandat royal le novembre 1377 qui eut accordé aux habitants le droit de tenir une foire annuelle de quatre jours, l'orthographe eut changé encore en Mannesfeld.
Il existe des vestiges du palais du roi Jean du XIIe siècle, à Clipstone, entre Mansfield et Edwinstowe, dans une région qui fut réservée comme une retraite de la famille royale et des hautes dignitaires du XIVe siècle et le XVe siècle, grâce à sa localisation dans la forêt de Sherwood, son air frais reconnu et son exclusivité. On put entrer la ville via une chaussée hippomobile, de la ville de Nottingham, en route à la ville de Sheffield.
En 2013, sur West Gate, il y a une plaque commémorative qui marque le centre historique de la forêt de Sherwood. Un arbre a été planté à la proximité.
Pour entrer la ville pendant le XVIe siècle et le xviie siècle, on passait devant plusieurs auberges, tavernes et écuries. Le Harte, le Swan (où une pierre de date avec l'inscription « 1490 » a été trouvée au cours de travaux de rénovation), le Talbot, le White Boar, le Ram (avec du bois qui date d'avant 1500) et le White Lion sont des établissements qui datent du Moyen Âge. Plusieurs bâtiments avec des charpentes courbes ont été démolis en 1929. Une société d'histoire locale en 1973 a fait état d'un autre datant du xive siècle retrouvé pendant des travaux de démolition. Avant de pouvoir être considérés comme des bâtiments historiques protégés, les autres bâtiments de style Tudor sur Stockwell Gate, Bridge Street et Lime Tree Place ont été démolis pour faire place à des constructions neuves. Pour cette raison, la majorité des bâtiments qui restent ont été construits à partir de xviie siècle.

## Géographie et climat
Mansfield, comme la plupart du Royaume-Uni, a un climat de type océanique tempéré (Köppen : Cfb). La région connaît une amplitude thermique annuelle relativement faible, avec un faible ensoleillement et des conditions de vent.La station météorologique la plus proche de Mansfield où les dossier sont disponibles se trouve à Warsop, située à Meden Vale, environ 10 km au nord.
La température la plus haute jamais enregistrée dans la région est atteinte en août 1990, où les thermomètres indiquaient 34.6 °C. Typiquement, le jour le plus chaud de l'année devrait atteindre 28.9 °C et 12.72 jours devront atteindre au moins 25.1 °C.
La plus faible température enregistrée était de −19.1 °C, en janvier 1987 ; le givre survient 59 nuits par année en moyenne.
Les précipitations moyennes annuelles atteignent 634 mm, avec 113 jours dépassent un millimètre de pluie. Toutes les moyennes parlent de la période d'observation à partir de 1971 jusqu'à 2000.
| Les statistiques de station météorologique de Warsop : les normales de température de 1976 à 2005, la précipitation de 1979 à 2008, les extrêmes de 1960 à 2006 | Les statistiques de station météorologique de Warsop : les normales de température de 1976 à 2005, la précipitation de 1979 à 2008, les extrêmes de 1960 à 2006 | Les statistiques de station météorologique de Warsop : les normales de température de 1976 à 2005, la précipitation de 1979 à 2008, les extrêmes de 1960 à 2006 | Les statistiques de station météorologique de Warsop : les normales de température de 1976 à 2005, la précipitation de 1979 à 2008, les extrêmes de 1960 à 2006 | Les statistiques de station météorologique de Warsop : les normales de température de 1976 à 2005, la précipitation de 1979 à 2008, les extrêmes de 1960 à 2006 | Les statistiques de station météorologique de Warsop : les normales de température de 1976 à 2005, la précipitation de 1979 à 2008, les extrêmes de 1960 à 2006 | Les statistiques de station météorologique de Warsop : les normales de température de 1976 à 2005, la précipitation de 1979 à 2008, les extrêmes de 1960 à 2006 | Les statistiques de station météorologique de Warsop : les normales de température de 1976 à 2005, la précipitation de 1979 à 2008, les extrêmes de 1960 à 2006 | Les statistiques de station météorologique de Warsop : les normales de température de 1976 à 2005, la précipitation de 1979 à 2008, les extrêmes de 1960 à 2006 | Les statistiques de station météorologique de Warsop : les normales de température de 1976 à 2005, la précipitation de 1979 à 2008, les extrêmes de 1960 à 2006 | Les statistiques de station météorologique de Warsop : les normales de température de 1976 à 2005, la précipitation de 1979 à 2008, les extrêmes de 1960 à 2006 | Les statistiques de station météorologique de Warsop : les normales de température de 1976 à 2005, la précipitation de 1979 à 2008, les extrêmes de 1960 à 2006 | Les statistiques de station météorologique de Warsop : les normales de température de 1976 à 2005, la précipitation de 1979 à 2008, les extrêmes de 1960 à 2006 | Les statistiques de station météorologique de Warsop : les normales de température de 1976 à 2005, la précipitation de 1979 à 2008, les extrêmes de 1960 à 2006 |
| Mois | janv. | févr. | mars | avr. | mai. | juin | juil. | août | sept. | oct. | nov. | déc. | Année |
| --- | --- | --- | --- | --- | --- | --- | --- | --- | --- | --- | --- | --- | --- |
| Températures maximales records (en °C) | 14.4 | 17.7 | 22.2 | 25.3 | 27.0 | 31.6 | 32.5 | 34.6 | 27.9 | 23.9 | 18.0 | 15.0 | 34.6 |
| Températures maximales (en °C) | 7.2 | 7.2 | 10.3 | 12.7 | 16.4 | 19.3 | 21.9 | 21.4 | 18.2 | 14.0 | 9.7 | 7.7 | 13.7 |
| Moyenne journalière (en °C) | 3.8 | 3.9 | 6.2 | 8.0 | 11.2 | 14.0 | 16.2 | 15.9 | 13.4 | 10.1 | 6.4 | 4.3 | 9.5 |
| Températures minimales (en °C) | 0.4 | 0.6 | 2.2 | 3.3 | 5.9 | 8.7 | 10.6 | 10.4 | 8.6 | 6.2 | 3.0 | 1.0 | 5.0 |
| Températures minimales records (en °C) | −19.1 | −15.6 | −13.9 | −6.7 | −3.9 | −1.7 | 1.4 | −0.1 | −3.2 | −6.6 | −8.4 | −15.2 | −19.1 |
| Précipitations (hauteur moyenne en mm) | 54.8 | 41.7 | 47.5 | 56.2 | 50.2 | 68.9 | 44.4 | 54.0 | 52.9 | 63.1 | 52.3 | 59.1 | 648.5 |
| Nombre de jours avec précipitations (> 1 mm) | 10.9 | 8.7 | 10.3 | 9.8 | 8.7 | 9.5 | 7.9 | 8.5 | 8.5 | 10.4 | 10.3 | 10.7 | 114.1 |
| Source: KNMI | | | | | | | | | | | | | |